# 芹澤健市
芹澤 健市（せりざわ けんいち、1969年11月21日 - ）は、日本の男性格闘技レフェリー、元総合格闘家。静岡県沼津市出身。和術慧舟會駿河道場、和術慧舟會富士山道場代表。 

## 来歴
沼津学園高等学校（現・飛龍高等学校）入学後、部活動としてボクシングとレスリングを経験。その後、独学で総合格闘技を始めた。社会人として働きながら練習をしていたが、初めて出場した和術慧舟會のアマチュア大会でGCMコミュニケーション社長の久保豊喜と出会い、和術慧舟會沼津支部（和術慧舟會静岡支部）を設立することになった。 
1999年、東日本アマチュア修斗選手権ミドル級（-76kg）に出場し、3位となった。 
2001年1月21日、第2回タイタンファイトに出場し、3位となった。 
2001年5月5日、初出場となったパンクラスのネオブラッド・トーナメント予選で三崎和雄と対戦し、0-3の判定負けを喫した。 
2002年9月8日、DEMOLITIONで小谷直之と対戦し、TKO負け。
2003年2月16日、パンクラスでローラン・ファーブルと対戦し、チョークスリーパーで一本勝ち。この試合からリングネームを芹沢健市に変更し、さらに次戦からは芹澤健市に変更した。 
2003年11月30日、PANCRASE 2003 HYBRID TOURでウェルター級王者國奥麒樹真に挑戦し、0-3の判定負けを喫し王座獲得に失敗した。
その後、レフェリーに転身。2005年10月2日には地元・沼津市に和術慧舟會駿河道場の常設道場「和術慧舟會 fighting GYM」を設立した。 
2005年1月30日、第2回プロ・アマオープンキャッチレスリングトーナメント・80kg未満級に出場。準決勝で北岡悟にフロントチョークによる一本負けを喫し準優勝となった。 
2009年8月8日、5年8か月ぶりの総合格闘技の試合となったPANCRASE 2009 CHANGING TOURでエリヤと対戦し、サッカーボールキックによるTKO負けを喫した。 
2011年2月6日、DEEP初出場となったDEEP SHIZUOKA IMPACT 2011で岡田充広と対戦し、2-0の判定勝ちを収めた。 
2011年7月31日、PANCRASE 2011 IMPRESSIVE TOURで寿丸と対戦し、0-3の判定負け。試合後に引退を表明した。 
2012年1月29日、DEEP富士山祭り 〜芹沢健一引退興行〜を主催し、メインイベントで行なわれた引退エキシビジョンマッチで小路晃＆光岡映二と対戦した。

## 人物・エピソード
- DREAM、HERO'S、SRC、DEEP、JEWELS、Krush、全日本キックボクシング連盟、ONE FC、GLORY、RIZIN、K-1、ブレイキングダウンなど多くの格闘技大会でレフェリー、ジャッジを務めている。

## 戦績
| 総合格闘技 戦績 | 総合格闘技 戦績 | 総合格闘技 戦績 | 総合格闘技 戦績 | 総合格闘技 戦績 | 総合格闘技 戦績 | 総合格闘技 戦績 |
| --------------- | --------------- | --------------- | --------------- | --------------- | --------------- | --------------- |
| 19 試合         | (T)KO           | 一本            | 判定            | その他          | 引き分け        | 無効試合        |
| 10 勝           | 4               | 5               | 1               | 0               | 3               | 0               |
| 6 敗            | 3               | 0               | 3               | 0               | 3               | 0               |

| 勝敗 | 対戦相手             | 試合結果                            | 大会名                                                                            | 開催年月日     |
| ×    | 寿丸                 | 5分2R終了 判定0-3                   | PANCRASE 2011 IMPRESSIVE TOUR                                                     | 2011年7月31日  |
| ○    | 岡田充広             | 5分2R終了 判定2-0                   | DEEP SHIZUOKA IMPACT 2011                                                         | 2011年2月6日   |
| ○    | 荒牧拓               | 1R 2:15 腕ひしぎ十字固め            | PANCRASE 2010 PASSION TOUR                                                        | 2010年11月3日  |
| ×    | エリヤ               | 1R 2:02 TKO（サッカーボールキック） | PANCRASE 2009 CHANGING TOUR                                                       | 2009年8月8日   |
| ×    | 國奥麒樹真           | 5分3R終了 判定0-3                   | PANCRASE 2003 HYBRID TOUR 【ウェルター級キング・オブ・パンクラス タイトルマッチ】 | 2003年11月30日 |
| △    | 和田拓也             | 5分3R終了 判定1-1                   | PANCRASE 2003 HYBRID TOUR                                                         | 2003年6月7日   |
| ○    | ローラン・ファーブル | 1R 2：58 チョークスリーパー         | PANCRASE 2003 HYBRID TOUR                                                         | 2003年2月16日  |
| ×    | 小谷直之             | 1R 0:20 TKO（パウンド）             | DEMOLITION                                                                        | 2002年9月8日   |
| ○    | 冨宅飛駈             | 2R 2:41 腕ひしぎ十字固め            | PANCRASE 2002 SPIRIT TOUR                                                         | 2002年8月25日  |
| ○    | 佐東伸哉             | 1R 7:17 TKO（タオル投入）           | プレミアムチャレンジ                                                              | 2002年5月6日   |
| ○    | 早川光由             | 1R終了時 TKO（タオル投入）          | ORG 1st -Costume Competition-                                                     | 2002年2月10日  |
| △    | 西内太志朗           | 5分2R終了 時間切れ                  | The CONTENDERS X-RAGE Vol.1                                                       | 2001年12月14日 |
| ○    | 岩崎英明             | 2R 4:43 チョークスリーパー          | The CONTENDERS 6 MM21 Limited Edition                                             | 2001年10月8日  |
| △    | 北岡悟               | 3分2R終了 時間切れ                  | CLUB CONTENDERS 01                                                                | 2001年8月15日  |
| ×    | 三崎和雄             | 5分3R終了 判定0-3                   | PANCRASE 2001 PROOF TOUR 【ネオブラッド・トーナメント 予選】                      | 2001年5月5日   |
| ×    | 折橋謙               | 1R 1:17 ドロップアウト              | 第2回タイタンファイト 【準決勝】                                                  | 2001年1月21日  |
| ○    | 割田佳充             | 2R 3:40 TKO（マウントパンチ）       | 第2回タイタンファイト 【3回戦】                                                   | 2001年1月21日  |
| ○    | サイリョウジ         | 2R 3:32 TKO（マウントパンチ）       | 第2回タイタンファイト 【2回戦】                                                   | 2001年1月21日  |
| ○    | 山田護之             | 1R 0:29 ヒールホールド              | 第2回タイタンファイト 【1回戦】                                                   | 2001年1月21日  |

## 獲得タイトル
- 第3回中部アマチュア修斗オープントーナメント ミドル級 優勝（2001年）